# Докшицкий сельсовет
Докшицкий сельсовет — административная единица на территории Докшицкого района Витебской области Республики Беларусь.

## География
Реки: Березина, Островлянка, Зуйка.

## Состав
Докшицкий сельсовет включает 26 населённых пунктов:
- Антоны — деревня.
- Барсуки — агрогородок.
- Волосовщина — деревня.
- Дубовое — деревня.
- Карповка — деревня.
- Козики — деревня.
- Комайск — деревня.
- Корчеватка — деревня.
- Костюки — деревня.
- Красное Березино — деревня.
- Крикуны — деревня.
- Круковка — деревня.
- Лапуты — деревня.
- Лати — деревня.
- Масловичи — деревня.
- Наддатки — деревня.
- Осово — деревня.
- Пасеки — деревня.
- Перелои — деревня.
- Поварки — деревня.
- Подомхи — деревня.
- Рашковка — деревня.
- Турки — деревня.
- Хорошая Ель — деревня.
- Шанторы — деревня.
- Янки — деревня.

Упразднённые населенные пункты на территории сельсовета:
- Британы — деревня.
- Зарембино — деревня.